# Refuge (protestantisme)
Pour les articles homonymes, voir Refuge.

La croix huguenote.

Le Refuge est l'ensemble des pays qui ont accueilli les réformés français qui ont fui la France à la suite des persécutions. Myriam Yardeni considère, dans son ouvrage Le Refuge protestant, paru aux PUF en 1985, que cette émigration fut continue entre 1560 et 1760.

## Les causes
Lorsque le roi Louis XIV décide de révoquer l’édit de Nantes accordant la liberté de culte aux Huguenots, l’article 10 de l’édit de Fontainebleau, promulgué en octobre 1685, précise : « Faisons très expresses et itératives défenses à nos sujets de ladite R.P.R. de sortir, eux, leurs femmes et enfants, de notre dit royaume, … sous peine de galères pour les hommes, et de confiscation de corps et de biens pour les femmes. », 200 000 huguenots (sur les 800 000 que comptait alors la France peuplée de 19 millions d'habitants) préfèrent néanmoins prendre le chemin de l’exil plutôt que de se convertir. L’interdiction formelle d’émigrer, sous le coup de laquelle ils étaient, les force donc à s’expatrier dans les plus grandes difficultés. Ils voyagent la nuit et se cachent le jour, ayant recours, une fois qu’ils ont quitté leur région, à des passeurs.

## Les destinations

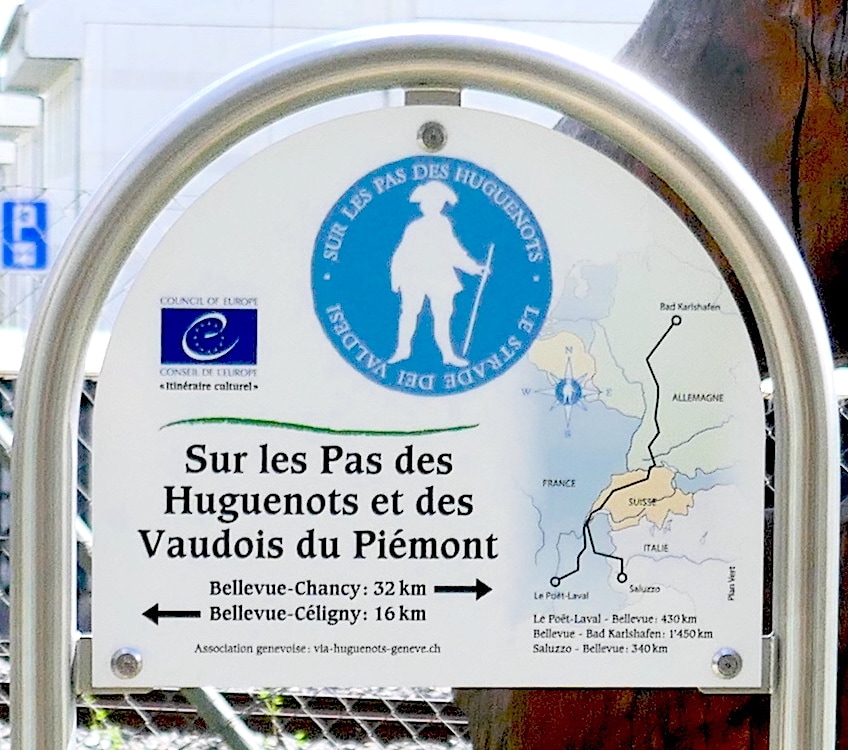
Sur les Pas des Huguenots et des Vaudois du Piémont, panneau au long du chemin pédestre sur la commune de Bellevue (canton de Genève, en Suisse)

Leur destination fut les principaux territoires protestants européens :
- les îles Britanniques et les Provinces-Unies — la « grande Arche du Refuge » — pour les Huguenots originaires de Normandie, Bretagne, Orléanais, Berry, Anjou, Touraine, Maine, Poitou, Saintonge, Aunis, Angoumois, Guyenne, Picardie et Île-de-France ;
- les îles Anglo-Normandes ;
- les principautés calvinistes allemandes : la Hesse-Cassel, la Hesse Hombourg, le Comté de Lippe, le Palatinat ;
- les cantons suisses et états alliés pour les originaires de Languedoc, Cévennes, Vivarais, Provence, Dauphiné, Bourgogne, Champagne, Île-de-France, Lorraine et Piémont français ;
- les Antilles[1],[2].

Dans une moindre mesure,
- les pays scandinaves – Danemark, Suède – ;
- les colonies britanniques d’Amérique du Nord ;
- les colonies néerlandaises de Surinam et du Cap de Bonne-Espérance ;
- et, pour un petit nombre, la Russie.

Certains se sont établis en Alsace, rattachée à la France par le traité de Westphalie signé à l’issue de la guerre de Trente Ans, abandonnant, à cette occasion, le calvinisme pour le luthéranisme.
En Allemagne, des villes telles que Neu-Isenburg, Offenbach ou Hombourg, sont fondées dans les environs de Francfort-sur-le-Main pour y accueillir les réfugiés.
À leur arrivée en Suisse, les réfugiés recevaient une attestation délivrée par un prédicant ou une autorité laïque. Ceci permettait de distinguer les persécutés des profiteurs. Certains en ont fait commerce en les revendant ou en les falsifiant. La peine encourue pouvait être la mise au pilori et le fouet.

## Le grand refuge
On distingue le « grand Refuge » du XVIIe siècle, désignant l’exode et l’installation dans les pays d’accueil à la suite de l’édit de Fontainebleau à cause du nombre très important – environ 200 000 – de personnes concernées par opposition au « Refuge » du XVIe siècle, plus limité, indiquant une installation hors de France pour raison d’oppression religieuse dès les années 1530, avant même l’époque des guerres de religion.
Les mentions « au Refuge », « parti au Refuge » ou « religionnaire fugitif » dans les registres de l’époque indiquent que les personnes concernées ont fui la France pour un motif religieux et se sont réfugiés dans un des pays mentionnés.